# Белый Лух
Белый Лух — река в Костромской и Нижегородской областях России, левый приток Унжи.
Длина реки составляет 119 км, площадь водосборного бассейна 1490 км². Протекает в лесах, в основном по территории Макарьевского района Костромской области. Берёт начало в заболоченной местности на востоке района, в 25 км к юго-западу от посёлка имени Калинина. От истока течёт немного на восток и, отклоняясь вправо, в верховьях меняет направление течения на западное (небольшой крайний восточный участок течения находится в границах Ветлужского и Варнавинского районов Нижегородской области). Далее течёт на запад и впадает в Унжу по левому берегу в 23 км от её устья (2 км к северу от посёлка Горчуха).
Русло сильно извилистое. В среднем течении на правом берегу расположен посёлок Нестерово, недалеко от него в бассейне реки находятся населённые пункты Тимошино, Карьково, Халабурдиха, Кукуй-1, Кукуй-2.
В бассейне реки располагались лагеря Унжлага (одного из лагерей ГУЛаг).

## Притоки (км от устья)
- Спириха (лв)
- Митина (лв)
- Гремячка (лв)
- 17 км: Вонд (лв)
- река Елховка (лв)
- 37 км: Томша(пр)
- 42 км: Торзать (лв)
- 56 км: Кучинка (лв)
- 63 км: Нерег (Нереч) (лв)
- Стреличная (пр)
- 75 км: Поржня (Порзня) (лв)
- Чиркуша (лв)
- Змеёвка (лв)
- 88 км: Поеж (пр)
- 89 км: Кернас (лв)
- 97 км: Высокая (лв)
- Никольская (лв)
- Медведевка (лв)
- Осотовка (лв)

## Данные водного реестра
По данным государственного водного реестра России относится к Верхневолжскому бассейновому округу, водохозяйственный участок реки — Унжа от истока и до устья, речной подбассейн реки — Бассейны притоков Волги ниже Рыбинского водохранилища до впадения Оки. Речной бассейн реки — (Верхняя) Волга до Куйбышевского водохранилища (без бассейна Оки).
Код водного объекта в государственном водном реестре — 08010300312110000016607.